# Antoni Madaliński
Antoni Madaliński (1739-1805) fue un teniente general polaco, comandante de la 1.ª Brigada de Caballería Nacional de Gran Polonia durante la insurrección de Kościuszko.
Fue participante de la Confederación de Bar. En 1786 fue elegido diputado y poco después diputado en Gran Sejm. Participó en la guerra ruso-polaca de 1792. El 12 de marzo de 1794, decidió desobedecer la orden de desmovilizar su unidad, moviendo sus tropas desde Ostrołęka a Cracovia, incluso atacando puestos del ejército prusiano a lo largo de la frontera polaca. Esto provocó un estallido de disturbios contra las fuerzas rusas en todo el país. La guarnición rusa de Cracovia recibió la orden de abandonar la ciudad y atacar a las fuerzas polacas. Esto dejó a la ciudad completamente indefensa. Luchó en la batalla de Racławice y Szczekociny. Su unidad formó parte de la expedición de las fuerzas polacas al mando del general Jan Henryk Dąbrowski a Wielkopolska. Después de la capitulación, fue encarcelado por los prusianos por los años 1795-1797.